# Daniel Corrie
Daniel Corrie, né le 10 avril 1777 à Ardchattan and Muckairn et décédé le 5 février 1837 à Madras (Inde), est un religieux anglican anglais. Choisi en 1835 comme premier évêque anglican de Madras (aujourd'hui Chennai) il le reste jusqu'à sa mort, en 1837.

## Biographie
Il a été élève au St Catharine's College de l'université de Cambridge. En 1823, il est devenu archidiacre de Calcutta. Le 28 octobre 1835, il a été élevé évêque de Madras (à cette occasion, l'église Saint-George est devenue cathédrale). Il est mort le 5 février 1837. The Times a plus tard rapporté qu'il était tombé malade lors d'une réunion de la Société pour la propagation de l'évangile (en) le 31 janvier 1837. Mgr Corrie est enterré dans l'église de l'ancienne Mission, à Calcutta.
Un de ses frères, George Elwes Corrie, (1793–1885) a enseigné à Jesus College et participé à la fondation de la Cambridge Antiquarian Society.